# 泉阳镇 (界首市)
泉阳镇，是中华人民共和国安徽省阜阳市界首市下辖的一个乡镇级行政单位。

## 行政区划
泉阳镇下辖以下地区：
黄庄村、王烈桥村、老董寨村、集东回族村、张楼村、胡集村和王付全村。